# 검은 땅의 소녀와
"검은 땅의 소녀와"는 2007년에 개봉한 대한민국의 영화이다.

## 캐스팅
- 유연미 : 영림 역
- 박현우 : 동구 역
- 조영진 : 아버지 해곤 역
- 유순철 : 김 노인 역
- 임진택 : 용훈 역
- 김진혁 : 용달차 임대인 역
- 김애경 : 식당 주인 역
- 강수연 (특별출연)